# Sebastian Hausner
Sebastian Hausner (født 11. april 2000) er en fodboldspiller, der spiller for AC Horsens, hvortil han skiftede fra Svenske IFK Göteborg i juli 2024.

## Klubkarriere
Han har i sine ungdomsår spillet i Horsens fS, FC Horsens og AC Horsens. For AC Horsens' U/15-hold var Hausner anfører, hvor han hovedsageligt spillede på enten 6-positionen eller i det centrale forsvar.

### AGF
I november 2014 blev det offentliggjort, at Hasuner fra årsskiftet 2015 skiftede til AGF's U/15-hold. Efter halvandet år i AGF, hvor han i 2015-16-udgaven af U/17 Ligaen var fast mand, skrev han i juni 2016 under på en treårig ungdomskontrakt med AGF.
I maj 2017 blev Hausner rykket op på AGF´s førstehold samtidigt med Daniel Thøgersen. Han blev i foråret 2017 udtaget til AGF's kampe, dog uden at komme på banen. Han fik sin officielle debut for AGF i DBU Pokalen den 26. september 2018 mod Aarhus Fremad, hvor han spillede de sidste 15 minutter. Debuten i Superligaen kom i marts 2019 mod Vendsyssel F.F..
I juli 2019 skrev under på en forlængelse af sin kontrakt på fire år.
Samtidigt med Albert Grønbæk skrev han medio december 2020 under på en kontraktforlængelse gældende frem til udgangen 2025.
Hausner var i AGF med til at vinde DM-bronze i 2020 og fik mange kampe på førsteholdet for klubben. I efteråret 2022 blev det ikke helt til så meget spilletid for forsvarsspilleren, som derpå valgte at forlade AGF.

### IFK Göteborg
På en af de sidste dage i transfervinduet i januar 2023 skrev Hausner kontrakt med den svenske klub IFK Göteborg gældende til sommeren 2026.

## Landsholdskarriere
Hausner har repræsenteret Danmarks U/16-, U/17, U/18, U/19 og U/21-landshold. 